# Balschwiller
Balschwiller település Franciaországban, Haut-Rhin megyében. Lakosainak száma 736 fő (2022. január 1.). Balschwiller Gildwiller, Falkwiller, Buethwiller, Hagenbach, Eglingen, Saint-Bernard, Galfingue, Heimsbrunn, Bernwiller és Spechbach községekkel határos.

## Népesség
A település népességének változása:
| Lakosok száma | 800  | 785  | 790  | 757  | 743  | 731  | 749  | 743  | 736  |
|               | 2013 | 2015 | 2016 | 2017 | 2018 | 2019 | 2020 | 2021 | 2022 |